# Grammitis pervillei
Grammitis pervillei är en stensöteväxtart som först beskrevs av Georg Heinrich Mettenius och Oskar Kuhn, och fick sitt nu gällande namn av Tard. Grammitis pervillei ingår i släktet Grammitis och familjen Polypodiaceae. Inga underarter finns listade.